# Ligue 2 2025-26
La Ligue 2 2025-26 es la octogésima séptima edición de la segunda máxima competición futbolística de Francia. Organizado por la Federación Francesa de Fútbol (FFF). El torneo de la categoría de plata, comenzó el 9 de agosto de 2025 y finalizará en mayo de 2026, con la disputa del Play-Off de Permanencia/Ascenso.
Participan un total de 18 equipos, incluyendo 13 equipos de la temporada anterior, 3 provenientes de la Ligue 1 2024-25 y 2 provenientes de la Championnat National 2024-25.

## Relevos
| Pos.  | Ascendidos a Ligue 1  |
| ----- | --------------------- |
| 1.º   | Football Club Lorient |
| 2.º   | París Football Club   |
| Prom. | Football Club de Metz |

| Pos. | Descendidos de Ligue 1                |
| ---- | ------------------------------------- |
| 16.º | Stade de Reims                        |
| 17.º | Association Sportive de Saint-Étienne |
| 18.º | Montpellier Hérault Sport Club        |

| Pos. | Ascendidos de Championnat National  |
| ---- | ----------------------------------- |
| 1.º  | Association Sportive Nancy-Lorraine |
| 2.º  | Le Mans Football Club               |
| 3.º  | Union Sportive de Boulogne          |

| Pos. | Descendidos a Championnat National |
| ---- | ---------------------------------- |
| 12.º | Athletic Ajaccio                   |
| 19.º | Football Club de Martigues         |
| 20.º | Stade Caen                         |

## Información
| Equipo                                   | Ciudad                         | Entrenador         | Capitán            | Estadio                 | Capacidad | Proveedor      | Patrocinador (Pecho) | Patrocinador (Manga) |
| ---------------------------------------- | ------------------------------ | ------------------ | ------------------ | ----------------------- | --------- | -------------- | -------------------- | -------------------- |
| Amiens Sporting Club                     | Amiens                         | Omar Daf           | Régis Gurtner      | Estadio de la Licorne   | 12 097    | Puma           | Intersport           | Igol Lubrifiants     |
| Annecy Football Club                     | Annecy                         | Laurent Guyot      | Ahmed Kashi        | Parc des Sports         | 15 660    | Adidas         | MSC Cruceros         |                      |
| Sporting Club Bastiais                   | Bastia                         | Régis Brouard      | Christophe Vincent | Estadio de Furiani      | 16 078    | Adidas         | Oscaro Power         | Payfoot              |
| Union Sportive de Boulogne               | Boulogne-sur-Mer               | Fabien Dagneaux    | Bandera de ?       | Stade de la Libération  | 9 534     | Puma           | Intersport           | Palettes Services    |
| Clermont Foot 63                         | Clermont-Ferrand               | Sébastien Mazeyrat | Maxime Gonalons    | Stade Gabriel Montpied  | 11 980    | Uhlsport       | Staffmatch SAS       | Systèmes Solaires    |
| Union Sportive du Littoral de Dunkerque  | Dunkerque                      | Albert Sánchez     | Opa Sangante       | Stade Marcel-Tribut     | 4 933     | Adidas         | Intersport           |                      |
| Grenoble Foot                            | Grenoble                       | Franck Rizzetto    | Brice Maubleu      | Stade des Alpes         | 20 068    | Nike           | Vinci                | SEMPA                |
| En Avant de Guingamp                     | Guingamp                       | Sylvain Ripoll     | Enzo Basilio       | Stade du Roudourou      | 18 378    | Umbro          | Celtigel             | Jardiman             |
| Stade Lavallois Mayenne Football Club    | Laval                          | Olivier Frapolli   | Jimmy Roye         | Stade Francis Le Basser | 18 607    | Kappa          | Lactel               | V and B Cave & Bar   |
| Le Mans Football Club                    | Le Mans                        | Patrick Videira    | Edwin Quarshie     | Stade Marie-Marvingt    | 25 000    | Kappa          | Groupe EJ            |                      |
| Montpellier Hérault Sport Club           | Montpellier                    | Zoumana Camara     | Téji Savanier      | Stade de la Mosson      | 32 900    | Nike           |                      |                      |
| Association Sportive Nancy-Lorraine      | Nancy                          | Pablo Correa       | Nicolas Saint-Ruf  | Stade Marcel Picot      | 20 087    | Decathlon      | Hyundai              |                      |
| Pau Football Club                        | Pau                            | Nicolas Usaï       | Bingourou Kamara   | Nouste Camp             | 4 031     | Joma           | Mansion Sports       | Arobase Intérim      |
| Red Star Football Club                   | Saint-Ouen, suburbios de Paris | Grégory Poirier    | Cheikh N'Doye      | Stade Bauer             | 3 000     | Kappa          | Trust'It             |                      |
| Stade de Reims                           | Reims                          | Karel Geraerts     | Bandera de ?       | Stade Auguste Delaune   | 21 684    | Puma           | Yasuda Group         |                      |
| Rodez Aveyron Football                   | Rodez                          | Didier Santini     | Bradley Danger     | Stade Paul-Lignon       | 5 955     | Adidas         | Maxoutil             | JeanStation          |
| Association Sportive de Saint-Étienne    | Saint-Étienne                  | Eirik Horneland    | Anthony Briançon   | Stade Geoffroy-Guichard | 42 000    | Hummel         | Kelyps Interim       |                      |
| Espérance Sportive Troyes Aube Champagne | Troyes                         | Stéphane Dumont    | Xavier Chavalerin  | Stade de l'Aube         | 21 684    | Le Coq Sportif | LCR (H)              | Sinfín               |

### Cambios de entrenadores
| Equipo          | Entrenador (Jornadas) | Fecha de vacante    | Tipo de salida           | Posición en la tabla | Entrenador entrante | Fecha de nombramiento |
| --------------- | --------------------- | ------------------- | ------------------------ | -------------------- | ------------------- | --------------------- |
| Stade Reims     | Samba Diawara         | 15 de junio de 2025 | Fin de interinato        | Pretemporada         | Karel Geraerts      | 18 de junio de 2025   |
| Union Dunkerque | Luís Castro           | 16 de junio de 2025 | Contratado por FC Nantes | Pretemporada         | Gonçalo Feio        | 20 de junio de 2025   |
| Union Dunkerque | Gonçalo Feio          | 14 de julio de 2025 | Mutuo acuerdo            | Pretemporada         | Albert Sánchez      | 30 de julio de 2025   |

## Desarrollo

### Clasificación
| Pos. | Equipo            | Pts. | PJ | G | E | P | GF | GC | Dif. | Clasificación 2026-27                    |
| ---- | ----------------- | ---- | -- | - | - | - | -- | -- | ---- | ---------------------------------------- |
| 1    | AS Saint-Étienne  | 4    | 2  | 1 | 1 | 0 | 7  | 3  | +4   | Ascenso a la Ligue 1                     |
| 2    | Amiens SC         | 4    | 2  | 1 | 1 | 0 | 5  | 3  | +2   | Ascenso a la Ligue 1                     |
| 3    | Pau FC            | 4    | 2  | 1 | 1 | 0 | 3  | 1  | +2   | Play-offs para la Ligue 1                |
| 4    | Montpellier HSC   | 4    | 2  | 1 | 1 | 0 | 3  | 2  | +1   | Play-offs para la Ligue 1                |
| 5    | Stade Reims       | 4    | 2  | 1 | 1 | 0 | 3  | 2  | +1   | Play-offs para la Ligue 1                |
| 6    | ES Troyes         | 4    | 2  | 1 | 1 | 0 | 2  | 1  | +1   |                                          |
| 7    | AS Nancy          | 4    | 2  | 1 | 1 | 0 | 1  | 0  | +1   |                                          |
| 8    | USL Dunkerque     | 2    | 2  | 0 | 2 | 0 | 4  | 4  | 0    |                                          |
| 9    | Stade Laval       | 2    | 2  | 0 | 2 | 0 | 4  | 4  | 0    |                                          |
| 10   | Clermont Foot 63  | 2    | 2  | 0 | 2 | 0 | 2  | 2  | 0    |                                          |
| 11   | SC Bastia         | 1    | 1  | 0 | 1 | 0 | 1  | 1  | 0    |                                          |
| 12   | Le Mans FC        | 1    | 2  | 0 | 1 | 1 | 4  | 5  | −1   |                                          |
| 13   | En Avant Guingamp | 1    | 2  | 0 | 1 | 1 | 3  | 4  | −1   |                                          |
| 14   | Grenoble Foot 38  | 1    | 2  | 0 | 1 | 1 | 2  | 3  | −1   |                                          |
| 15   | Red Star FC       | 1    | 2  | 0 | 1 | 1 | 2  | 4  | −2   |                                          |
| 16   | Annecy FC         | 1    | 2  | 0 | 1 | 1 | 2  | 4  | −2   | Promoción de permanencia para la Ligue 2 |
| 17   | Rodez AF          | 1    | 2  | 0 | 1 | 1 | 0  | 4  | −4   | Descenso al Championnat National         |
| 18   | US Boulogne       | 0    | 1  | 0 | 0 | 1 | 0  | 1  | −1   | Descenso al Championnat National         |

Actualizado a los partidos jugados el 18 de agosto de 2025.
 Fuente: Ligue 2
Criterios de clasificación: Puntos · Diferencia de goles · Goles a favor · Diferencia de goles en enfrentamientos directos · Puntos en Fair Play

### Evolución de la clasificación
| Jornada           | 1   | 2   | 3 | 4 | 5 | 6 | 7 | 8 | 9 | 10 | 11 | 12 | 13 | 14 | 15 | 16 | 17 | 18 | 19 | 20 | 21 | 22 | 23 | 24 | 25 | 26 | 27 | 28 | 29 | 30 | 31 | 32 | 33 | 34 |
| Equipo            |     |     |   |   |   |   |   |   |   |    |    |    |    |    |    |    |    |    |    |    |    |    |    |    |    |    |    |    |    |    |    |    |    |    |
| ----------------- | --- | --- | - | - | - | - | - | - | - | -- | -- | -- | -- | -- | -- | -- | -- | -- | -- | -- | -- | -- | -- | -- | -- | -- | -- | -- | -- | -- | -- | -- | -- | -- |
| AS Saint-Étienne  | 3   | 1   |   |   |   |   |   |   |   |    |    |    |    |    |    |    |    |    |    |    |    |    |    |    |    |    |    |    |    |    |    |    |    |    |
| Amiens SC         | 7   | 2   |   |   |   |   |   |   |   |    |    |    |    |    |    |    |    |    |    |    |    |    |    |    |    |    |    |    |    |    |    |    |    |    |
| Pau FC            | 1   | 3   |   |   |   |   |   |   |   |    |    |    |    |    |    |    |    |    |    |    |    |    |    |    |    |    |    |    |    |    |    |    |    |    |
| Montpellier HSC   | 11  | 4   |   |   |   |   |   |   |   |    |    |    |    |    |    |    |    |    |    |    |    |    |    |    |    |    |    |    |    |    |    |    |    |    |
| Stade Reims       | 9   | 5   |   |   |   |   |   |   |   |    |    |    |    |    |    |    |    |    |    |    |    |    |    |    |    |    |    |    |    |    |    |    |    |    |
| ES Troyes         | 2   | 6   |   |   |   |   |   |   |   |    |    |    |    |    |    |    |    |    |    |    |    |    |    |    |    |    |    |    |    |    |    |    |    |    |
| AS Nancy          | 14  | 7   |   |   |   |   |   |   |   |    |    |    |    |    |    |    |    |    |    |    |    |    |    |    |    |    |    |    |    |    |    |    |    |    |
| USL Dunkerque     | 10  | 8   |   |   |   |   |   |   |   |    |    |    |    |    |    |    |    |    |    |    |    |    |    |    |    |    |    |    |    |    |    |    |    |    |
| Stade Laval       | 6   | 9   |   |   |   |   |   |   |   |    |    |    |    |    |    |    |    |    |    |    |    |    |    |    |    |    |    |    |    |    |    |    |    |    |
| Clermont Foot 63  | 8   | 10  |   |   |   |   |   |   |   |    |    |    |    |    |    |    |    |    |    |    |    |    |    |    |    |    |    |    |    |    |    |    |    |    |
| SC Bastia         | 15* | 11* |   |   |   |   |   |   |   |    |    |    |    |    |    |    |    |    |    |    |    |    |    |    |    |    |    |    |    |    |    |    |    |    |
| Le Mans FC        | 5   | 12  |   |   |   |   |   |   |   |    |    |    |    |    |    |    |    |    |    |    |    |    |    |    |    |    |    |    |    |    |    |    |    |    |
| En Avant Guingamp | 4   | 13  |   |   |   |   |   |   |   |    |    |    |    |    |    |    |    |    |    |    |    |    |    |    |    |    |    |    |    |    |    |    |    |    |
| Grenoble Foot 38  | 17  | 14  |   |   |   |   |   |   |   |    |    |    |    |    |    |    |    |    |    |    |    |    |    |    |    |    |    |    |    |    |    |    |    |    |
| Red Star FC       | 12  | 15  |   |   |   |   |   |   |   |    |    |    |    |    |    |    |    |    |    |    |    |    |    |    |    |    |    |    |    |    |    |    |    |    |
| Annecy FC         | 18  | 16  |   |   |   |   |   |   |   |    |    |    |    |    |    |    |    |    |    |    |    |    |    |    |    |    |    |    |    |    |    |    |    |    |
| Rodez AF          | 13  | 17  |   |   |   |   |   |   |   |    |    |    |    |    |    |    |    |    |    |    |    |    |    |    |    |    |    |    |    |    |    |    |    |    |
| US Boulogne       | 16* | 18* |   |   |   |   |   |   |   |    |    |    |    |    |    |    |    |    |    |    |    |    |    |    |    |    |    |    |    |    |    |    |    |    |

- * Equipo con un partido pendiente al finalizar la jornada.

## Resultados

### Primera vuelta
| Guingamp    | 3 – 3 | Le Mans       | Stade du Roudourou      | 9 de agosto      | 14:00 |
| Troyes      | 2 – 1 | Grenoble      | Stade de l'Aube         | 9 de agosto      | 20:00 |
| Pau         | 2 – 0 | Annecy        | Nouste Camp             | 9 de agosto      | 20:00 |
| Rodez       | 0 – 0 | Nancy         | Stade Paul-Lignon       | 9 de agosto      | 20:00 |
| Dunkerque   | 2 – 2 | Clermont      | Stade Marcel-Tribut     | 9 de agosto      | 20:00 |
| Montpellier | 1 – 1 | Red Star      | Stade de la Mosson      | 9 de agosto      | 20:00 |
| Laval       | 3 – 3 | Saint-Étienne | Stade Francis Le Basser | 9 de agosto      | 20:00 |
| Amiens      | 2 – 2 | Stade Reims   | Stade de la Licorne     | 11 de agosto     | 20:45 |
| Boulogne    | vs.   | Bastia        | Stade de la Libération  | 16 de septiembre | 19:00 |

| Red Star      | 1 – 3 | Amiens      | Stade Bauer             | 15 de agosto | 20:00 |
| Grenoble      | 1 – 1 | Laval       | Stade des Alpes         | 15 de agosto | 20:00 |
| Nancy         | 1 – 0 | Boulogne    | Stade Marcel Picot      | 15 de agosto | 20:00 |
| Clermont      | 0 – 0 | Troyes      | Stade Gabriel Montpied  | 15 de agosto | 20:00 |
| Bastia        | 1 – 1 | Pau         | Stade de Furiani        | 15 de agosto | 20:00 |
| Annecy        | 2 – 2 | Dunkerque   | Parc des Sports         | 16 de agosto | 14:00 |
| Stade Reims   | 1 – 0 | Guingamp    | Stade Auguste Delaune   | 16 de agosto | 14:00 |
| Saint-Étienne | 4 – 0 | Rodez       | Stade Geoffroy-Guichard | 16 de agosto | 20:00 |
| Le Mans       | 1 – 2 | Montpellier | Stade Marie-Marvingt    | 18 de agosto | 20:45 |

| Dunkerque | vs. | Nancy         | Stade Marcel-Tribut    | 22 de agosto | 20:00 |
| Clermont  | vs. | Grenoble      | Stade Gabriel Montpied | 22 de agosto | 20:00 |
| Amiens    | vs. | Annecy        | Stade de la Licorne    | 22 de agosto | 20:00 |
| Le Mans   | vs. | Bastia        | Stade Marie-Marvingt   | 22 de agosto | 20:00 |
| Rodez     | vs. | Laval         | Stade Paul-Lignon      | 22 de agosto | 20:00 |
| Troyes    | vs. | Montpellier   | Stade de l'Aube        | 23 de agosto | 14:00 |
| Guingamp  | vs. | Red Star      | Stade du Roudourou     | 23 de agosto | 14:00 |
| Boulogne  | vs. | Saint-Étienne | Stade de la Libération | 23 de agosto | 20:00 |
| Pau       | vs. | Stade Reims   | Nouste Camp            | 25 de agosto | 20:45 |

| Rodez         | vs. | Boulogne | Stade Paul-Lignon       | 29 de agosto | 20:00 |
| Dunkerque     | vs. | Troyes   | Stade Marcel-Tribut     | 29 de agosto | 20:00 |
| Nancy         | vs. | Pau      | Stade Marcel Picot      | 29 de agosto | 20:00 |
| Red Star      | vs. | Annecy   | Stade Bauer             | 29 de agosto | 20:00 |
| Laval         | vs. | Clermont | Stade Francis Le Basser | 29 de agosto | 20:00 |
| Montpellier   | vs. | Amiens   | Stade de la Mosson      | 29 de agosto | 20:00 |
| Bastia        | vs. | Guingamp | Stade de Furiani        | 30 de agosto | 14:00 |
| Stade Reims   | vs. | Le Mans  | Stade Auguste Delaune   | 30 de agosto | 14:00 |
| Saint-Étienne | vs. | Grenoble | Stade Geoffroy-Guichard | 30 de agosto | 20:00 |

| Annecy   | vs. | Stade Reims   | Parc des Sports        | 12 de septiembre | TBD |
| Guingamp | vs. | Montpellier   | Stade du Roudourou     | 12 de septiembre | TBD |
| Amiens   | vs. | Bastia        | Stade de la Licorne    | 12 de septiembre | TBD |
| Clermont | vs. | Saint-Étienne | Stade Gabriel Montpied | 12 de septiembre | TBD |
| Pau      | vs. | Red Star      | Nouste Camp            | 12 de septiembre | TBD |
| Boulogne | vs. | Laval         | Stade de la Libération | 12 de septiembre | TBD |
| Le Mans  | vs. | Rodez         | Stade Marie-Marvingt   | 12 de septiembre | TBD |
| Grenoble | vs. | Dunkerque     | Stade des Alpes        | 12 de septiembre | TBD |
| Troyes   | vs. | Nancy         | Stade de l'Aube        | 12 de septiembre | TBD |

| Boulogne      | vs. | Pau         | Stade de la Libération  | 19 de septiembre | TBD |
| Rodez         | vs. | Clermont    | Stade Paul-Lignon       | 19 de septiembre | TBD |
| Laval         | vs. | Amiens      | Stade Francis Le Basser | 19 de septiembre | TBD |
| Nancy         | vs. | Red Star    | Stade Marcel Picot      | 19 de septiembre | TBD |
| Grenoble      | vs. | Annecy      | Stade des Alpes         | 19 de septiembre | TBD |
| Dunkerque     | vs. | Le Mans     | Stade Marcel-Tribut     | 19 de septiembre | TBD |
| Montpellier   | vs. | Bastia      | Stade de la Mosson      | 19 de septiembre | TBD |
| Troyes        | vs. | Guingamp    | Stade de l'Aube         | 19 de septiembre | TBD |
| Saint-Étienne | vs. | Stade Reims | Stade Geoffroy-Guichard | 19 de septiembre | TBD |

| Montpellier | vs. | Boulogne      | Stade de la Mosson    | 23 de septiembre | TBD |
| Stade Reims | vs. | Clermont      | Stade Auguste Delaune | 23 de septiembre | TBD |
| Le Mans     | vs. | Grenoble      | Stade Marie-Marvingt  | 23 de septiembre | TBD |
| Amiens      | vs. | Saint-Étienne | Stade de la Licorne   | 23 de septiembre | TBD |
| Guingamp    | vs. | Dunkerque     | Stade du Roudourou    | 23 de septiembre | TBD |
| Pau         | vs. | Laval         | Nouste Camp           | 23 de septiembre | TBD |
| Bastia      | vs. | Rodez         | Stade de Furiani      | 23 de septiembre | TBD |
| Annecy      | vs. | Nancy         | Parc des Sports       | 23 de septiembre | TBD |
| Red Star    | vs. | Troyes        | Stade Bauer           | 23 de septiembre | TBD |

| Rodez         | vs. | Pau         | Stade Paul-Lignon       | 26 de septiembre | TBD |
| Clermont      | vs. | Le Mans     | Stade Gabriel Montpied  | 26 de septiembre | TBD |
| Boulogne      | vs. | Red Star    | Stade de la Libération  | 26 de septiembre | TBD |
| Dunkerque     | vs. | Amiens      | Stade Marcel-Tribut     | 26 de septiembre | TBD |
| Troyes        | vs. | Annecy      | Stade de l'Aube         | 26 de septiembre | TBD |
| Grenoble      | vs. | Bastia      | Stade des Alpes         | 26 de septiembre | TBD |
| Saint-Étienne | vs. | Guingamp    | Stade Geoffroy-Guichard | 26 de septiembre | TBD |
| Laval         | vs. | Montpellier | Stade Francis Le Basser | 26 de septiembre | TBD |
| Nancy         | vs. | Stade Reims | Stade Marcel Picot      | 26 de septiembre | TBD |

| Montpellier | vs. | Saint-Étienne | Stade de la Mosson    | 3 de octubre | TBD |
| Stade Reims | vs. | Grenoble      | Stade Auguste Delaune | 3 de octubre | TBD |
| Amiens      | vs. | Boulogne      | Stade de la Licorne   | 3 de octubre | TBD |
| Guingamp    | vs. | Nancy         | Stade du Roudourou    | 3 de octubre | TBD |
| Red Star    | vs. | Rodez         | Stade Bauer           | 3 de octubre | TBD |
| Bastia      | vs. | Dunkerque     | Stade de Furiani      | 3 de octubre | TBD |
| Pau         | vs. | Clermont      | Nouste Camp           | 3 de octubre | TBD |
| Le Mans     | vs. | Troyes        | Stade Marie-Marvingt  | 3 de octubre | TBD |
| Annecy      | vs. | Laval         | Parc des Sports       | 3 de octubre | TBD |

| Boulogne      | vs. | Guingamp    | Stade de la Libération  | 17 de octubre | TBD |
| Grenoble      | vs. | Pau         | Stade des Alpes         | 17 de octubre | TBD |
| Troyes        | vs. | Bastia      | Stade de l'Aube         | 17 de octubre | TBD |
| Laval         | vs. | Red Star    | Stade Francis Le Basser | 17 de octubre | TBD |
| Nancy         | vs. | Amiens      | Stade Marcel Picot      | 17 de octubre | TBD |
| Clermont      | vs. | Annecy      | Stade Gabriel Montpied  | 17 de octubre | TBD |
| Dunkerque     | vs. | Montpellier | Stade Marcel-Tribut     | 17 de octubre | TBD |
| Rodez         | vs. | Stade Reims | Stade Paul-Lignon       | 17 de octubre | TBD |
| Saint-Étienne | vs. | Le Mans     | Stade Geoffroy-Guichard | 17 de octubre | TBD |

| Montpellier | vs. | Nancy         | Stade de la Mosson    | 24 de octubre | TBD |
| Annecy      | vs. | Saint-Étienne | Parc des Sports       | 24 de octubre | TBD |
| Bastia      | vs. | Laval         | Stade de Furiani      | 24 de octubre | TBD |
| Stade Reims | vs. | Troyes        | Stade Auguste Delaune | 24 de octubre | TBD |
| Red Star    | vs. | Grenoble      | Stade Bauer           | 24 de octubre | TBD |
| Amiens      | vs. | Rodez         | Stade de la Licorne   | 24 de octubre | TBD |
| Guingamp    | vs. | Clermont      | Stade du Roudourou    | 24 de octubre | TBD |
| Le Mans     | vs. | Boulogne      | Stade Marie-Marvingt  | 24 de octubre | TBD |
| Pau         | vs. | Dunkerque     | Nouste Camp           | 24 de octubre | TBD |

| Troyes        | vs. | Amiens      | Stade de l'Aube         | 28 de octubre | TBD |
| Grenoble      | vs. | Guingamp    | Stade des Alpes         | 28 de octubre | TBD |
| Nancy         | vs. | Bastia      | Stade Marcel Picot      | 28 de octubre | TBD |
| Laval         | vs. | Le Mans     | Stade Francis Le Basser | 28 de octubre | TBD |
| Rodez         | vs. | Annecy      | Stade Paul-Lignon       | 28 de octubre | TBD |
| Dunkerque     | vs. | Red Star    | Stade Marcel-Tribut     | 28 de octubre | TBD |
| Clermont      | vs. | Montpellier | Stade Gabriel Montpied  | 28 de octubre | TBD |
| Boulogne      | vs. | Stade Reims | Stade de la Libération  | 28 de octubre | TBD |
| Saint-Étienne | vs. | Pau         | Stade Geoffroy-Guichard | 28 de octubre | TBD |

| Red Star    | vs. | Saint-Étienne | Stade Bauer           | 31 de octubre | TBD |
| Stade Reims | vs. | Dunkerque     | Stade Auguste Delaune | 31 de octubre | TBD |
| Bastia      | vs. | Clermont      | Stade de Furiani      | 31 de octubre | TBD |
| Montpellier | vs. | Rodez         | Stade de la Mosson    | 31 de octubre | TBD |
| Annecy      | vs. | Boulogne      | Parc des Sports       | 31 de octubre | TBD |
| Guingamp    | vs. | Laval         | Stade du Roudourou    | 31 de octubre | TBD |
| Amiens      | vs. | Grenoble      | Stade de la Licorne   | 31 de octubre | TBD |
| Le Mans     | vs. | Nancy         | Stade Marie-Marvingt  | 31 de octubre | TBD |
| Pau         | vs. | Troyes        | Nouste Camp           | 31 de octubre | TBD |

| Guingamp    | vs. | Pau           | Stade du Roudourou     | 7 de noviembre | TBD |
| Nancy       | vs. | Laval         | Stade Marcel Picot     | 7 de noviembre | TBD |
| Grenoble    | vs. | Rodez         | Stade des Alpes        | 7 de noviembre | TBD |
| Le Mans     | vs. | Red Star      | Stade Marie-Marvingt   | 7 de noviembre | TBD |
| Dunkerque   | vs. | Boulogne      | Stade Marcel-Tribut    | 7 de noviembre | TBD |
| Clermont    | vs. | Amiens        | Stade Gabriel Montpied | 7 de noviembre | TBD |
| Montpellier | vs. | Annecy        | Stade de la Mosson     | 7 de noviembre | TBD |
| Bastia      | vs. | Stade Reims   | Stade de Furiani       | 7 de noviembre | TBD |
| Troyes      | vs. | Saint-Étienne | Stade de l'Aube        | 7 de noviembre | TBD |

| Saint-Étienne | vs. | Nancy       | Stade Geoffroy-Guichard | 21 de noviembre | TBD |
| Stade Reims   | vs. | Montpellier | Stade Auguste Delaune   | 21 de noviembre | TBD |
| Laval         | vs. | Troyes      | Stade Francis Le Basser | 21 de noviembre | TBD |
| Pau           | vs. | Le Mans     | Nouste Camp             | 21 de noviembre | TBD |
| Amiens        | vs. | Guingamp    | Stade de la Licorne     | 21 de noviembre | TBD |
| Annecy        | vs. | Bastia      | Parc des Sports         | 21 de noviembre | TBD |
| Rodez         | vs. | Dunkerque   | Stade Paul-Lignon       | 21 de noviembre | TBD |
| Red Star      | vs. | Clermont    | Stade Bauer             | 21 de noviembre | TBD |
| Boulogne      | vs. | Grenoble    | Stade de la Libération  | 21 de noviembre | TBD |

| Grenoble    | vs. | Nancy         | Stade des Alpes        | 5 de diciembre | TBD |
| Le Mans     | vs. | Amiens        | Stade Marie-Marvingt   | 5 de diciembre | TBD |
| Clermont    | vs. | Boulogne      | Stade Gabriel Montpied | 5 de diciembre | TBD |
| Guingamp    | vs. | Annecy        | Stade du Roudourou     | 5 de diciembre | TBD |
| Bastia      | vs. | Red Star      | Stade de Furiani       | 5 de diciembre | TBD |
| Troyes      | vs. | Rodez         | Stade de l'Aube        | 5 de diciembre | TBD |
| Montpellier | vs. | Pau           | Stade de la Mosson     | 5 de diciembre | TBD |
| Stade Reims | vs. | Laval         | Stade Auguste Delaune  | 5 de diciembre | TBD |
| Dunkerque   | vs. | Saint-Étienne | Stade Marcel-Tribut    | 5 de diciembre | TBD |

| Grenoble      | vs. | Montpellier | Stade des Alpes         | 12 de diciembre | TBD |
| Saint-Étienne | vs. | Bastia      | Stade Geoffroy-Guichard | 12 de diciembre | TBD |
| Nancy         | vs. | Clermont    | Stade Marcel Picot      | 12 de diciembre | TBD |
| Red Star      | vs. | Stade Reims | Stade Bauer             | 12 de diciembre | TBD |
| Pau           | vs. | Amiens      | Nouste Camp             | 12 de diciembre | TBD |
| Rodez         | vs. | Guingamp    | Stade Paul-Lignon       | 12 de diciembre | TBD |
| Annecy        | vs. | Le Mans     | Parc des Sports         | 12 de diciembre | TBD |
| Boulogne      | vs. | Troyes      | Stade de la Libération  | 12 de diciembre | TBD |
| Laval         | vs. | Dunkerque   | Stade Francis Le Basser | 12 de diciembre | TBD |

### Tabla de resultados cruzados
| Local \ Visitante | AMI | ANN | BAS | BOU | CLE | DUN | GRE | GUI | LAV | LEM | MON | NAN | PAU | RST | REI | ROD | STE | TRO |
| ----------------- | --- | --- | --- | --- | --- | --- | --- | --- | --- | --- | --- | --- | --- | --- | --- | --- | --- | --- |
| Amiens SC         | —   |     |     |     |     |     |     |     |     |     |     |     |     |     | 2–2 |     |     |     |
| Annecy FC         |     | —   |     |     |     | 2–2 |     |     |     |     |     |     |     |     |     |     |     |     |
| SC Bastia         |     |     | —   |     |     |     |     |     |     |     |     |     | 1–1 |     |     |     |     |     |
| US Boulogne       |     |     |     | —   |     |     |     |     |     |     |     |     |     |     |     |     |     |     |
| Clermont Foot     |     |     |     |     | —   |     |     |     |     |     |     |     |     |     |     |     |     | 0–0 |
| USL Dunkerque     |     |     |     |     | 2–2 | —   |     |     |     |     |     |     |     |     |     |     |     |     |
| Grenoble Foot     |     |     |     |     |     |     | —   |     | 1–1 |     |     |     |     |     |     |     |     |     |
| EA Guingamp       |     |     |     |     |     |     |     | —   |     | 3–3 |     |     |     |     |     |     |     |     |
| Stade Laval       |     |     |     |     |     |     |     |     | —   |     |     |     |     |     |     |     | 3–3 |     |
| Le Mans FC        |     |     |     |     |     |     |     |     |     | —   | 1–2 |     |     |     |     |     |     |     |
| Montpellier HSC   |     |     |     |     |     |     |     |     |     |     | —   |     |     | 1–1 |     |     |     |     |
| AS Nancy          |     |     |     | 1–0 |     |     |     |     |     |     |     | —   |     |     |     |     |     |     |
| Pau FC            |     | 2–0 |     |     |     |     |     |     |     |     |     |     | —   |     |     |     |     |     |
| Red Star          | 1–3 |     |     |     |     |     |     |     |     |     |     |     |     | —   |     |     |     |     |
| Stade Reims       |     |     |     |     |     |     |     | 1–0 |     |     |     |     |     |     | —   |     |     |     |
| Rodez AF          |     |     |     |     |     |     |     |     |     |     |     | 0–0 |     |     |     | —   |     |     |
| AS Saint-Étienne  |     |     |     |     |     |     |     |     |     |     |     |     |     |     |     | 4–0 | —   |     |
| ES Troyes         |     |     |     |     |     |     | 2–1 |     |     |     |     |     |     |     |     |     |     | —   |

## Play-offs para la Ligue 1 2026-27

### Cuadro de desarrollo
|  | Primera ronda de Ascenso | Primera ronda de Ascenso | Primera ronda de Ascenso |  |  | Segunda ronda de Ascenso | Segunda ronda de Ascenso | Segunda ronda de Ascenso |  |  | Promoción de Ascenso-Permanencia | Promoción de Ascenso-Permanencia | Promoción de Ascenso-Permanencia | Promoción de Ascenso-Permanencia | Promoción de Ascenso-Permanencia |  |
|  |                          |                          |                          |  |  |                          |                          |                          |  |  |                                  |                                  |                                  |                                  |                                  |  |
|  |                          |                          |                          |  |  |                          |                          |                          |  |  |                                  |                                  |                                  |                                  |                                  |  |
|  | 4                        |                          |                          |  |  |                          |                          |                          |  |  |                                  |                                  |                                  |                                  |                                  |  |
|  |                          |                          |                          |  |  |                          |                          |                          |  |  |                                  |                                  |                                  |                                  |                                  |  |
|  | 5                        |                          |                          |  |  |                          |                          |                          |  |  |                                  |                                  |                                  |                                  |                                  |  |
|  |                          | 3                        |                          |  |  |                          |                          |                          |  |  |                                  |                                  |                                  |                                  |                                  |  |
|  |                          |                          |                          |  |  |                          |                          |                          |  |  |                                  |                                  |                                  |                                  |                                  |  |
|  |                          |                          |                          |  |  |                          |                          |                          |  |  |                                  |                                  |                                  |                                  |                                  |  |
|  |                          |                          |                          |  |  |                          |                          |                          |  |  |                                  |                                  |                                  |                                  |                                  |  |
|  |                          |                          |                          |  |  |                          |                          |                          |  |  |                                  |                                  |                                  |                                  |                                  |  |
|  |                          |                          |                          |  |  |                          |                          |                          |  |  |                                  |                                  |                                  |                                  |                                  |  |
|  |                          |                          |                          |  |  |                          |                          |                          |  |  |                                  |                                  |                                  |                                  |                                  |  |
|  |                          |                          |                          |  |  |                          |                          |                          |  |  |                                  |                                  |                                  |                                  |                                  |  |
|  |                          |                          | 16                       |  |  |                          |                          |                          |  |  |                                  |                                  |                                  |                                  |                                  |  |
|  |                          |                          |                          |  |  |                          |                          |                          |  |  |                                  |                                  |                                  |                                  |                                  |  |
|  |                          |                          |                          |  |  |                          |                          |                          |  |  |                                  |                                  |                                  |                                  |                                  |  |
|  |                          |                          |                          |  |  |                          |                          |                          |  |  |                                  |                                  |                                  |                                  |                                  |  |
|  |                          |                          |                          |  |  |                          |                          |                          |  |  |                                  |                                  |                                  |                                  |                                  |  |
|  |                          |                          |                          |  |  |                          |                          |                          |  |  |                                  |                                  |                                  |                                  |                                  |  |
|  |                          |                          |                          |  |  |                          |                          |                          |  |  |                                  |                                  |                                  |                                  |                                  |  |
|  |                          |                          |                          |  |  |                          |                          |                          |  |  |                                  |                                  |                                  |                                  |                                  |  |
|  |                          |                          |                          |  |  |                          |                          |                          |  |  |                                  |                                  |                                  |                                  |                                  |  |
|  |                          |                          |                          |  |  |                          |                          |                          |  |  |                                  |                                  |                                  |                                  |                                  |  |
|  |                          |                          |                          |  |  |                          |                          |                          |  |  |                                  |                                  |                                  |                                  |                                  |  |
|  |                          |                          |                          |  |  |                          |                          |                          |  |  |                                  |                                  |                                  |                                  |                                  |  |

## Datos y estadísticas

### Récords
- Primer gol de la temporada: Anotado por Edwin Quarshie, para el Le Mans FC contra el EA Guingamp (9 de agosto de 2025)
- Último gol de la temporada:
- Gol más rápido:
- Gol más cercano al final del encuentro:
- Mayor número de goles marcados en un partido:
- Partido con más espectadores:
- Partido con menos espectadores:
- Mayor victoria local:
- Mayor victoria visitante:

### Máximos goleadores
Actualizado el 18 de agosto de 2025.
| Pos. | Jugador          | Equipo           | Goles | Part. | Prom. |
| ---- | ---------------- | ---------------- | ----- | ----- | ----- |
| 1    | Irvin Cardona    | AS Saint-Étienne | 2     | 2     | 1     |
| =    | Teddy Averlant   | Amiens SC        | 2     | 2     | 1     |
| =    | Malik Tchokounté | Stade Laval      | 2     | 2     | 1     |
| =    | Anto Sekongo     | USL Dunkerque    | 2     | 2     | 1     |
| =    | Damien Durand    | Red Star FC      | 2     | 2     | 1     |

### Máximos asistentes
Actualizado el 18 de agosto de 2025.
| Pos. | Jugador          | Equipo           | Goles | Part. | Prom. |
| ---- | ---------------- | ---------------- | ----- | ----- | ----- |
| 1    | Augustine Boakye | AS Saint-Étienne | 3     | 2     | 1.5   |
| 2    | Teddy Teuma      | Stade Reims      | 2     | 2     | 1     |

### Autogoles
| Fecha | Jugador | Minuto | Local | Resultado | Visitante | Jornada |
| ----- | ------- | ------ | ----- | --------- | --------- | ------- |

| Datos actualizados a 28 de febrero de 2023 |

### Hat-tricks o pókers
Aquí se encuentra la lista de hat-tricks y póker de goles (en general, tres o más goles marcados por un jugador en un mismo encuentro) conseguidos en la temporada.
| Fecha | Jugador | Goles | Local | Resultado | Visitante | Jornada |
| ----- | ------- | ----- | ----- | --------- | --------- | ------- |

## Premios

### Jugador del mes
| Mes | Primero | Primero | Segundo | Segundo | Tercero | Tercero |
| Mes | Jugador | Equipo  | Jugador | Equipo  | Jugador | Equipo  |
| --- | ------- | ------- | ------- | ------- | ------- | ------- |

## Fichajes

### Fichajes más caros del mercado de verano
| Jugador             | Club de destino  | Club de origen | Precio (€) | Ref.   |
| ------------------- | ---------------- | -------------- | ---------- | ------ |
| Pierre Ekwah        | AS Saint-Étienne | Sunderland     | 6.000.000  | [ 16 ] |
| Chico Lamba         | AS Saint-Étienne | FC Arouca      | 6.000.000  | [ 17 ] |
| João Ferreira       | AS Saint-Étienne | Watford        | 3.000.000  | [ 18 ] |
| Irvin Cardona       | AS Saint-Étienne | FC Augsburgo   | 2.500.000  | [ 19 ] |
| Strahinja Stojković | AS Saint-Étienne | Estrella Roja  | 2.300.000  | [ 20 ] |
| Ebenezer Annan      | AS Saint-Étienne | Estrella Roja  | 2.000.000  | [ 21 ] |
| Mahmoud Jaber       | AS Saint-Étienne | Maccabi Haifa  | 2.000.000  | [ 22 ] |
| Maxime Bernauer     | AS Saint-Étienne | Dinamo Zagreb  | 1.200.000  | [ 23 ] |
| Antoine Mille       | ES Troyes        | Pau FC         | 500.000    | [ 24 ] |

| Datos actualizados a 19 de agosto de 2025. Fuentes:Transfermarkt.es |

### Fichajes más caros del mercado de invierno
| Jugador | Club de destino | Club de origen | Precio (€) | Ref. |
| ------- | --------------- | -------------- | ---------- | ---- |

| Datos actualizados a 21 de febrero de 2025. Fuentes:Transfermarkt.es |